# Бурлей Сергій Іванович
Сергі́й Іва́нович Бурле́й (Бурлєй) (*15 січня 1861 — † листопад 1920, Севастополь) — військовий діяч часів УНР та Української Держави, контрадмірал, командувач Українсько-кримською флотилією ВМС Української Держави

## Біографічні відомості
На Чорноморському флоті з 1878 року. Кондуктор (помічник офіцера) — 1881, прапорщик — 1882, підпоручник — 1885, поручник — 1889. Штабс — капітан — 1893.
У 1894 році — закінчує гідрографічне відділення Миколаївської Морської Академії. Лейтенант флоту з 1896 року. Капітан 2 рангу (1903) та капітан 1 рангу (1908).
В 1912 — 1913 рр. — командир Керченського порту.
контрадмірал (6.12.1913).
1913 — 1917 рр. — Градоначальник Севастополя.
З 1 січня 1915 року — Адмірал для особливих доручень при командуючому ЧФ.
Після Лютневої революції 1917 року активно підтримав процес українізації Чорноморського флоту.
В листопаді 1917 року призначений товаришем (заступником) військового міністра з морських справ Кримського уряду.
У квітні 1918 року, після відступу з Криму більшовиків, виступав за підпорядкування Чорноморського флоту Центральній Раді.
29 квітня на Зборах делегатів представників усіх кораблів, що базувались у Севастополі, разом з контрадміралом В'ячеславом Клочковським, Михайлом Остроградським, більшістю командирів кораблів, офіцерів та моряків, виступив за визнання української влади та негайного підняття українських прапорів на кораблях флоту.
30 квітня призначений членом штабу Українського Чорноморського флоту.
За часів правління Гетьмана Павла Скоропадського бере активну участь у розбудові національних військово-морських сил.
18 червня з Новоросійська до Севастополя, під командуванням капітана 1 рангу Олександра Тіхмєнєва, прийшла частина кораблів, що у квітні, через провокацію більшовиків, покинули Крим. Під українськими прапорами повернулася ескадра з п'яти есмінців, дредноута «Воля», гідрокрейсера «Імператор Траян» та посильної яхти «Креста».
З цих кораблів командувач Чорноморським флотом Михайло Остроградський сформував Українсько-кримську флотилію під командуванням контрадмірала Сергія Бурлея.
Після антигетьманського повстання у Києві та окупації півдня України військами Антанти — залишається в Севастополі.
В 1920 році — викладач наук при Дирекції маяків.
Коли війська генерала Врангеля евакуювались з Криму, вирішив, що йому нічого не загрожує та відмовляється від еміграції.
У листопаді 1920 року загинув під час більшовицького терору та масових репресій.